# Dananon
Dananon  è una città e sottoprefettura della Costa d'Avorio appartenente al dipartimento di Vavoua. Conta una popolazione di 31 384 abitanti (censimento 2014).